# Bermejofloden
Bermejo (spanska: Río Bermejo) är en 1 450 kilometer lång flod i Sydamerika. Den rinner upp i Cordillera Real i Bolivia och mynnar ut i Paraguayfloden i Argentina. Det generella namnet är Bermejo trots att den under vägen byter namn, och även har indianska namn som till exempel Tobafolkets Teuco och guaranís Ypitá.
Floden har sin källa i bergsområdet Sierra de Santa Victoria nära Tarija, några kilometer sydost om Chaguaya i Bolivia och inte långt från La Quiaca i Argentina. Till största delen har den en sydostlig sträckning. På sin högsta del är den största bifloden Lipeo och längre ner Grande de Tarija, Uriyafloden och San Francisco-floden.
Efter San Francisco-floden är floden farbar för medelstora fartyg. Nära Stenbockens vändkrets delar den sig i den mindre Bermejito och i den norra förgreningen, Teucofloden (även kallad Bermejo Nuevo). När den lämnar provinsen Salta utgör Teuco gränsen mellan de argentinska provinserna Chaco och Formosa. Teucofloden rinner slutligen ihop med Paraguayfloden före staden Pilar i Paraguay.
De sydliga förgreningarna, Bermejito, med kurviga och ibland torrlagda floder, korsar Chaco nära El Impenetrable-djungeln. På stränderna längs floden finns ruinerna av de tidigare städerna Concepcion del Bermejo, San Bernardo de Vértiz och La Cangayé.
Floden är farbar under regnperioden, då den får rödfärgade samlingar av sediment som ibland kan ändra flodens riktning, och den gamla sträckningen blir kvar som våta sänkor. Trots förändringarna i flodens djup så anses den som en viktig oexploaterad kommersiell farled för fartyg. Misslyckade försök till kanalisering gjordes under 1800-talet.